# Oberrettenbach
Oberrettenbach là một đô thị thuộc huyện Weiz thuộc bang Steiermark, nước Áo. Đô thị Oberrettenbach có diện tích 11,04 km², dân số thời điểm cuối năm 2005 là 488 người.